# Keisha Buchanan
Keisha Kerreece Fayeanne Buchanan (Londres, 30 de setembro de 1984) é uma cantora-compositora britânica. Foi integrante fundadora do grupo feminino Sugababes ao lado Mutya Buena e Siobhan Donaghy. Com o Sugababes, Buchanan teve seis singles número um e dois álbuns de estúdio número um, tornando o Sugababes um dos artistas pop britânicos de maior sucesso do século XXI. Buchanan foi convidada a deixar o grupo em setembro de 2009 e foi substituído por Jade Ewen. Em outubro de 2019, Buchanan retornou ao grupo ao lado dos 2 membros fundadoras.
Em 20 de julho de 2012, Buchanan e suas antigas companheiras de Sugababes, Buena e Donaghy confirmaram a sua reunião. O trio original não será capaz de lançar músicas sob o nome "Sugababes", como ele ainda estáva sendo usado no momento pelos atuais membros do banda. Elas em vez disso, vão lançar músicas sob o nome de nova banda, Mutya Keisha Siobhan.

## Biografia
Keisha Buchanan nasceu em 30 de setembro de 1984 em Westminster, Londres, ela tem ascendência jamaicana. Na infância, conheceu e fez amizade com a futura colega de banda, Mutya Buena, na escola primária. Ela a reconheceu de uma aparição em um show de TV de concurso de talentos apresentado por Michael Barrymore.

## Carreira

### 1998–2009:Sugababes
Em maio de 1998, Siobhán Donaghy e Mutya Buena, ambos com apenas 13 anos, foram inscritos por artistas solistas, mas decidiu trabalhar juntos depois de se apresentar na mesma vitrine. Enquanto trabalhava no estúdio, Keisha Buchanan é convidada a assisti-los. O gerente Tom decidiu que as três meninas deveriam ser um trio, comparando suas aparências diferentes com a campanha das Cores Unidas de Benetton. Originalmente apelidado de Sugababies, o nome do grupo foi ajustado finalmente para Sugababes quando eles foram assinadas pela London Records para dar ao grupo uma imagem mais madura.
O single de estreia do grupo, "Overload", atingiu o número 6 no UK Singles Chart em 2000 e foi nomeado para o BRIT Award para Best Single. O grupo coescreveu a maioria das faixas no primeiro álbum One Touch com a ajuda do produtor do All Saints, Cameron McVey. One Touch alcançou o número 26 no UK Albums Chart. O álbum produziu singles que alcançaram os 40 maiores posições—"New Year", "Run for Cover" e "Soul Sound". As vendas da One Touch não atenderam às expectativas de London Records, e elas deixaram o selo em 2001.Run for Cover O álbum foi posteriormente certificado pelo BPI e vendeu 220 mil cópias no Reino Unido até 2008, de acordo com a Music Week.
Durante uma turnê promocional japonesa em agosto de 2001, Donaghy deixou o grupo. Ela afirmou inicialmente que queria prosseguir uma carreira de moda, mas foi eventualmente diagnosticada com depressão clínica em meio a relatos de ingerências entre os membros do grupo. Donaghy declarou mais tarde que ela foi forçada a sair do grupo por Buchanan e chamou Buchanan do "primeira bully" em sua vida. A ex-membro do Atomic Kitten, Heidi Range foi anunciada como a substituta de Donaghy.
Quando já começaram  a trabalhar em um segundo álbum com a nova membro Range, o trio procurou uma nova gravadora, eventualmente assinando com a Island Records. Seu primeiro single no novo rótulo e com a nova formação, "Freak Like Me" tornou-se o primeiro single número um do grupo no Reino Unido. O single de acompanhamento "Round Round" também estreou na liderança do UK Singles Chart e atingiu o número 2 na Irlanda, Nova Zelândia e Países Baixos. Ambos os singles foram certificados prata pelo BPI. Com o sucesso dos singles, o segundo álbum do grupo, Angels with Dirty Faces, estreou no número 2 na UK Albums Chart e foi posteriormente certificado platina tripla, vendendo quase um milhão de cópias no Reino Unido sozinho. No Reino Unido, o terceiro single do álbum, uma balada intitulada "Stronger", deu as meninas seu terceiro hit consecutivo no top 10 em seu país natal. A faixa foi lançada como um lado duplo com "Angels with Dirty Faces" no Reino Unido, para encerrar os trabalhos de divulgação do álbum, o single "Shape" tornou-se tema do filme The Powerpuff Girls Movie, atingindo o top 10 dos Países Baixos e da Irlanda no início de 2003.
O terceiro álbum do grupo, Three, foi lançado no final de 2003 e alcançou o número 3 no UK Albums Chart, ganhando o grupo uma indicação ao Prêmio BRIT para Melhor Álbum. Certificado como multi-platina, vendeu 855 mil cópias até o momento. O álbum foi precedido pelo single single "Hole in the Head", que se tornou o terceiro número 1 do grupo no Reino Unido. Também alcançou o número 2 na Irlanda, nos Países Baixos e na Noruega, e tornou-se o primeiro (e até a data) único de Sugababes a traçar um gráfico nos Estados Unidos, chegando ao número 96 no Billboard Hot 100. O single "Too Lost in You "apareceu na trilha sonora do filme Simplesmente Amor e chegou aos dez melhores da Alemanha, Noruega, Países Baixos e Reino Unido. O terceiro single do álbum, "In the Middle", foi lançado em 2004 e conquistou o grupo de outra indicação ao Prêmio BRIT para Best Single; Como seu sucessor, a balada "Caugh in a Moment", foi para o número 8 no Gráfico de Singles do Reino Unido. Em 2004, o trio cantou no remake de Band Aid 20 de "Do They Know It's Christmas?", que foi para o número 1 no Reino Unido em dezembro.

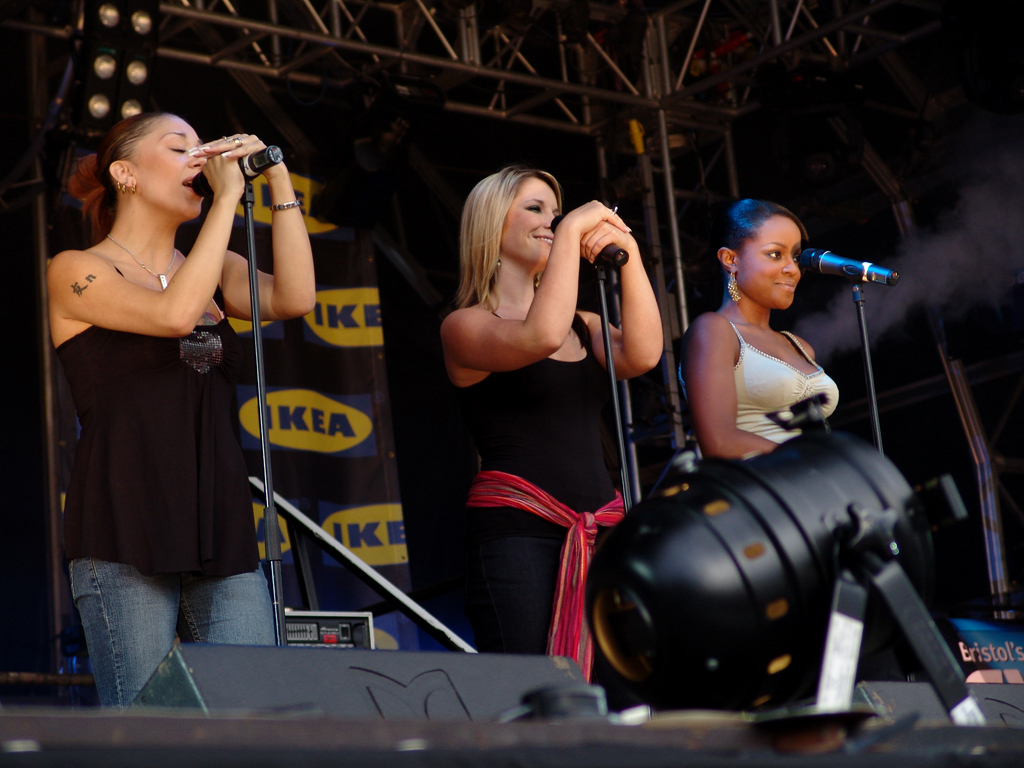
Buchanan performando com as Sugababes em agosto de 2004.

Por volta desta época, o "mau humor" percebido pelo grupo, alegados brigas de bastidores publicados pela imprensa eram contantes em tabloide na Grã-Bretanha. Elas foram cercados por rumores contínuos de luta interna dentro do grupo e constantes relatórios divididos. Rumores sugeriram que Buchanan e Buena haviam atacado a Range, embora Range repetidamente negasse tais alegações; Buena mais tarde admitiu que "simplesmente não falava com ela" quando ela se juntou ao grupo no inicio. Buchanan afirmou que houve apenas uma briga séria entre ela e Range durante um show de 2004 em Dublin, em relação a "Toxic" de Britney Spears.
Após um hiato, as Sugababes lançaram seu décimo terceiro single, "Push the Button" em outubro de 2005. A música estreou no número 1 no Reino Unido e permaneceu no cargo por três semanas consecutivas. Também alcançou o número um na Áustria, Irlanda e Nova Zelândia, e chegou aos três primeiros em toda a Europa e na Austrália. Posteriormente sendo certificado de Prata no Reino Unido, foi nomeado mais tarde no BRIT Awards for Best Single. O álbum principal Taller in More Ways tornou-se o primeiro álbum número 1 do grupo no Reino Unido. O grupo conseguiu simultaneamente número 1 com single, álbum, airplay e as tabelas de download simultaneamente, tornando-os o primeiro grupo feminino a alcançar tal façanha. Taller in More Ways foi certificado de dupla platina no Reino Unido.
Seguindo uma aparente doença que impediu Buena de promover o segundo single "Ugly", foi anunciado em 21 de dezembro de 2005 que Buena estava deixando o Sugababes. De acordo com um anúncio em seu site oficial, a decisão de Buena baseou-se puramente em motivos pessoais após o nascimento de sua filha. Amelle Berrabah juntou-se ao Sugababes no final de dezembro de 2005, tendo sido escolhido pela gerência do grupo para substituir Buena.
O terceiro single do Taller in More Ways foi uma versão regravada do "Red Dress", que foi lançado no início de 2006, e deu aos Sugababes seu terceiro hit consecutivo no top 5, entrando no UK Singles Chart no número 4. Berrabah reescreveu três das doze faixas do álbum e co-escreveu uma nova música com Buchanan e Range, chamada "Now You're Gone". As faixas apareceram em um relançamento do Taller in More Ways que atingiu o número 18 no UK Albums Chart. O quarto e último single da obra foi "Follow Me Home", lançado apenas no Reino Unido em junho, onde marcou no número 32.

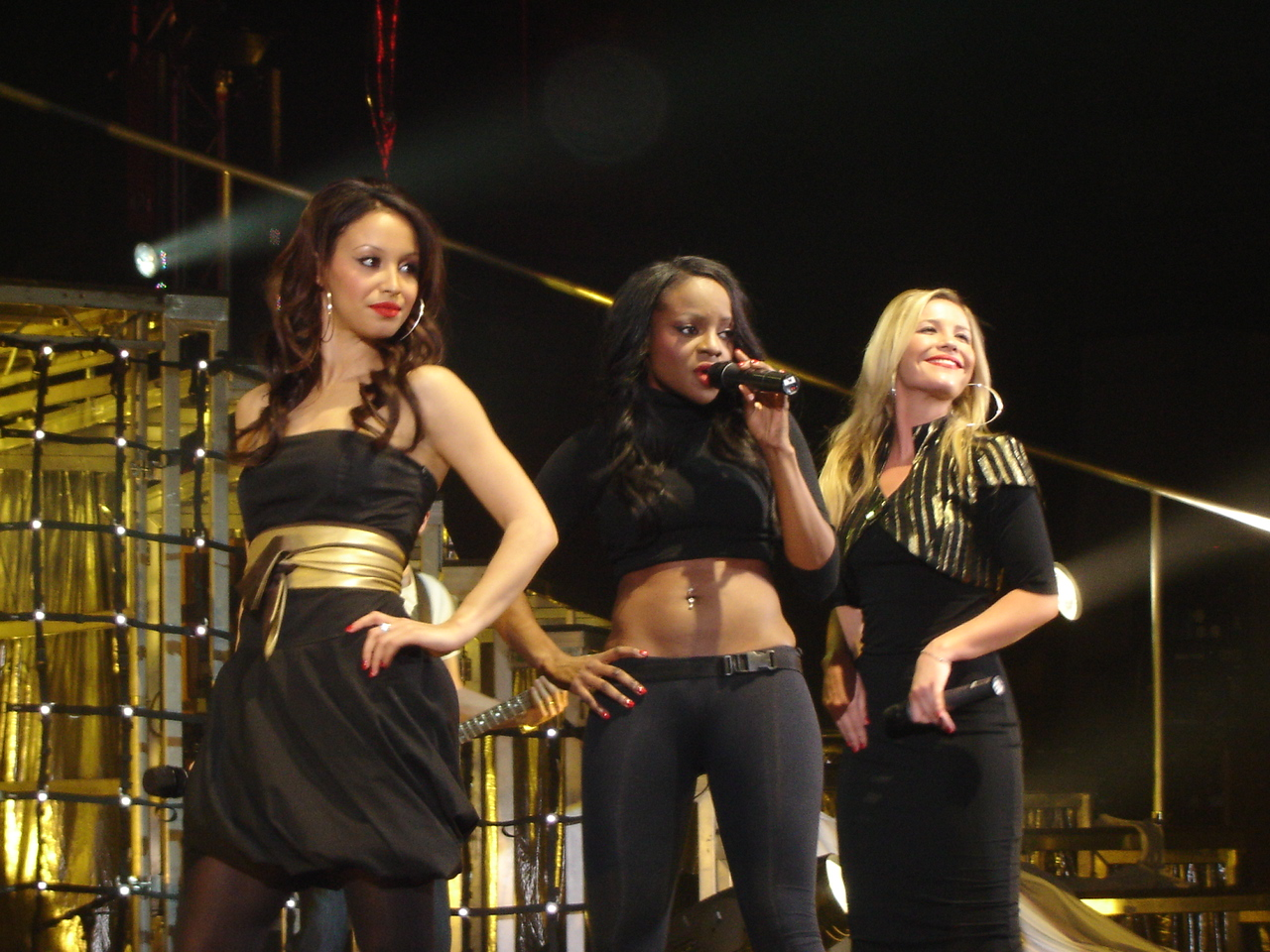
Sugababes se apresentando no Hammersmith Apollo em 2006.

Em meados de 2006, o grupo voltou ao estúdio para gravar duas novas faixas para sua primeira coleção de grandes sucessos, intitulada Overloaded: The Singles Collection. O single principal da compilação, "Easy" atingiu o número 8 no UK Singles Chart, enquanto o álbum de compilação, lançado em novembro de 2006, chegou ao número 3. O álbum, certificado platina pelo BPI, vendeu 598 mil cópias. Em março de 2007, as Sugababes colaboraram com o grupo britânico Girls Aloud para o décimo oitavo single, um cover da música "Walk This Way" do Aerosmith. A faixa foi lançada como single oficial da Comic Relief. "Walk This Way" tornou-se o quinto número um do grupo no Reino Unido.
Após o seu Greatest Hits Tour, as Sugababes voltaram para o estúdio de gravação em meados de 2007 para trabalhar no Change, seu quinto álbum de estúdio e o primeiro em apresentar Berrabah em todas as faixas. "About You Now" foi lançado e atingiu o número um em setembro de 2007. Após o lançamento, a música tornou-se o sexto pódio do grupo no Reino Unido e o primeiro topógrafo húngaro. Permaneceu na liderança do UK Singles Chart por quatro semanas. "About You Now" foi nomeado para um Prêmio BRIT 2008 por Melhor single britânico e está até hoje é o single mais vendido do grupo, com vendas em quase 500.000 cópias. Na edição de 2009 do Guinness Book of World Records, "About You Now" foi listado como a "primeira faixa de um grupo pop britânico a conseguir o número um no gráfico de singles unicamente por downloads". A canção também foi nomeada como o "maior salto de uma canção para o número um no gráfico do Reino Unido".

Em outubro de 2007, Change tornou-se o segundo álbum do grupo, número 1 no Reino Unido. Pela segunda vez, o grupo encabeçou os álbuns de singles, álbuns e download em simultâneo. A faixa do título do álbum "Change" foi lançada como o segundo single em dezembro de 2007 e alcançou o número 13 no Reino Unido. O álbum vendeu 494 mil cópias no Reino Unido e foi certificado de platina. O terceiro e último single do Change foi "Denial", que atingiu o número 15. De março a maio de 2008, as Sugababes viajaram pelo Reino Unido na Change Tour.

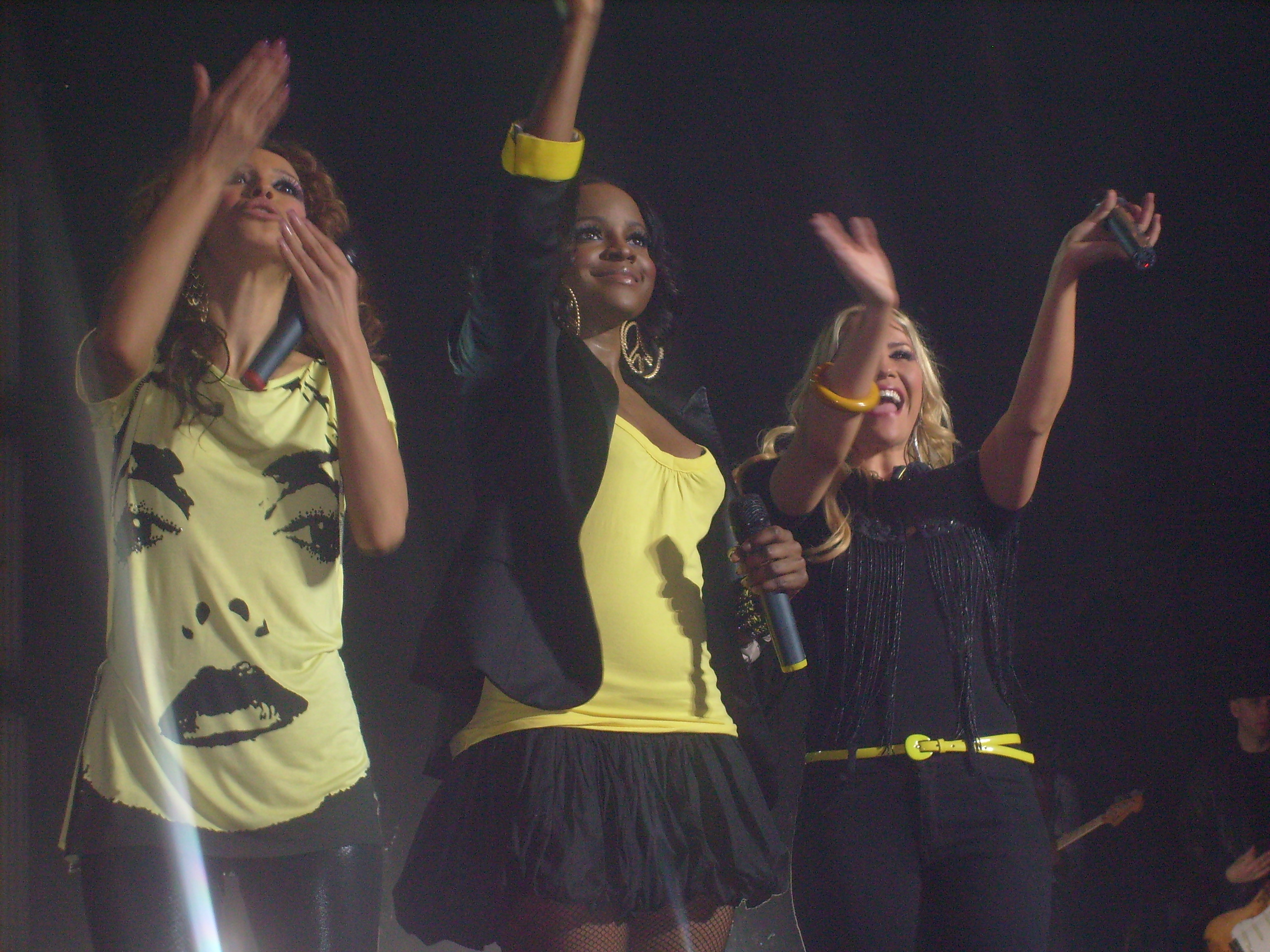
Buchanan se apresentando com as Sugababes em 2008, na turnê Change Tour.

Após o Change Tour, Sugababes voltou ao estúdio para escrever e gravar faixas para seu sexto álbum de estúdio, Catfights and Spotlights. Foi relatado que o produtor Timbaland se aproximou dos Sugababes para trabalhar no sexto álbum do grupo, mas devido a restrições de tempo, uma colaboração não ocorreu. "Girls", o primeiro single da Catfights and Spotlights foi lançado em outubro de 2008. O single alcançou o número 3 no Reino Unido, tornando-se o primeiro single de estréia de um álbum do grupo, desde One Touch a não alcançar o número 1. O álbum alcançou o número 8 no UK Albums Chart. O segundo e último single da obra, "No Can Do", foi lançado em dezembro e alcançou o número 23 no Reino Unido. Em janeiro de 2009, a Performing Right Society denominou a Sugababes, a quarta banda de trabalho mais difícil de 2008 devido ao número de concertos que realizaram durante esse ano.
Após o lançamento sem muita repercussão de "No Can Do", o grupo anunciou que não haveria uma turnê em 2009 em apoio da Catfights e Spotlights para que elas pudessem se concentrar em escrever e gravar material para seu sétimo álbum de estúdio. As Sugababes viajaram para os Estados Unidos para trabalhar no sétimo álbum de estúdio, Sweet 7. Em abril de 2009, as Sugababes assinaram um contrato com o rótulo de Jay-Z, a Roc Nation, resultando em trabalhar com produtores de alto padrão. Berrabah também colaborou com Tinchy Stryder para a faixa "Never Leave You", o terceiro single de seu segundo álbum, Catch 22 em agosto de 2009. O single estreou em cima das paradas do Reino Unido, fazendo Berrabah o único membro do Sugababes, passado e presente, a alcançar um número um fora do grupo. O primeiro single do Sweet 7, "Get Sexy", estreou no número 2 no UK Singles Chart em setembro de 2009.
Em 21 de setembro de 2009, foi anunciado oficialmente que Buchanan havia abandonado o grupo, resultando no Sugababes não manter nenhuma de suas membros originais. Buchanan foi substituída pelo antiga participante do Eurovision, Jade Ewen. Buchanan revelou no Twitter que não era sua decisão deixar o projeto, resultando em alguns jornalistas especularem que ela havia sido "demitida".    
Estou triste em dizer que não sou mais uma parte dos Sugababes [...] Embora não fosse minha escolha sair, é hora de entrar em um novo capítulo da minha vida ... Gostaria de afirmar que não havia argumentos, bullying ou algo do tipo que levou [sic] a isso. Às vezes, uma ruptura na comunicação e falta de confiança pode resultar em muitas coisas diferentes.— Keisha Buchanan
Críticos e fãs reagiram muito negativamente à notícia, e britânico The Guardian publicou um artigo chamado "Por que as Sugababes não podem continuar sem Keisha". A Digital Spy publicou um artigo chamado "Keisha Buchanan, nós saudamos ", no qual agradeceram a ela por sua contribuição para "incríveis canções pop". No entanto, Berrabah e Range alegaram que elas não tiveram nenhum envolvimento na demisão de Buchanan. Ambas as garotas alegaram que Buchanan teria abandonado os Sugababes apenas por descobrir que a gerência do grupo decidiu que elas seguiriam, em vez de demitia-las e encontrar duas novas membros para Buchanan.
Em 1º de julho de 2011, Buchanan supostamente teria abordado a atual formação de Sugababes no festival Barclaycard Wireless em Londres, onde as meninas teriam uma reunião "de olhos lacrimejantes" e deixariam o passado para trás. Foi a primeira vez em dois anos que Buchanan viu as ex-colegas de banda Heidi Range e Amelle Berrabah. Foi também a primeira vez que Buchanan conheceu oficialmente sua 'substituto' Jade Ewen.

### 2009–11: Carreira solo

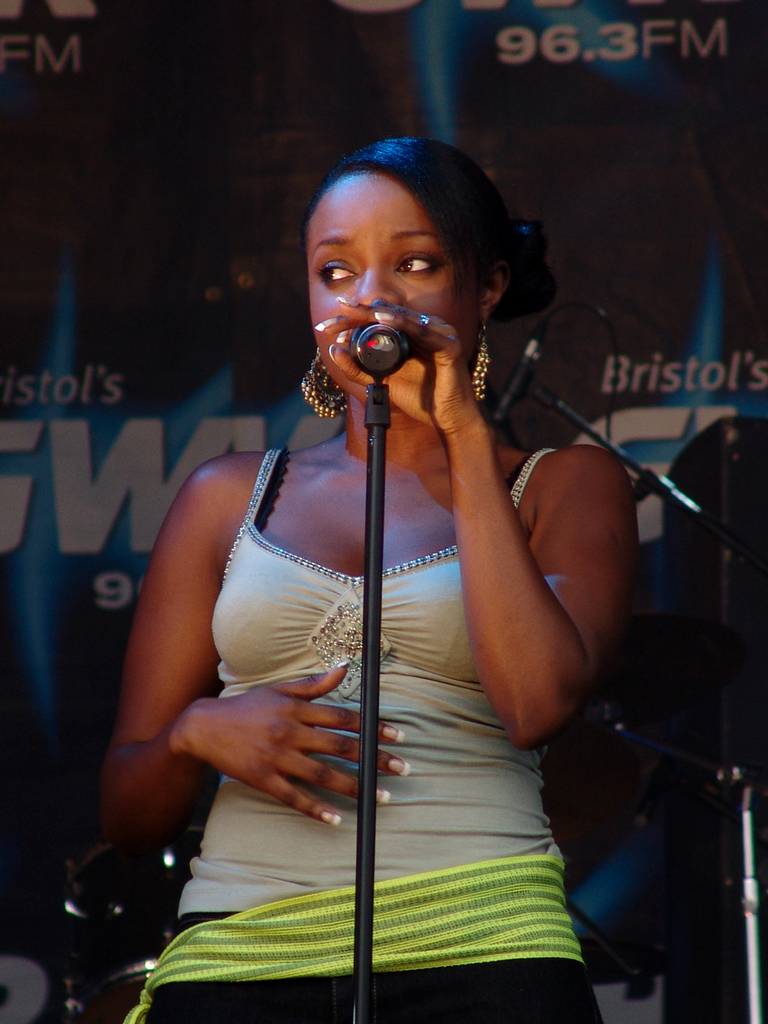
Keisha em 2005.

Sua música de estreia, "Far Away" da edição britânica de Jay Sean de All or Nothing. Após sua partida dos Sugababes, Buchanan começou a gravar seu álbum de estúdio. De acordo com o Newsbeat, o álbum foi produzido principalmente pelo Future Cut. O produtor americano Dallas Austin, que contribuiu em grande parte para o quarto álbum de estúdio de Sugababes, Taller in More Ways, também foi confirmado para ser apresentado no álbum. Buchanan revelou que gravou 50 faixas para o álbum a partir de agosto de 2011. Ela declarou durante uma entrevista para a Newsbeat que "não há uma direção musical particular, é apenas uma vibração". Durante uma entrevista para o Metro, Buchanan explicou o que as pessoas poderiam esperar do álbum, dizendo: "Eu queria mostrar meus vocais e queria inspirar pessoas. É um álbum muito sincero. Espero que as pessoas me conheçam um pouco mais. uma sensação de língua na bochecha. Tem um som internacional e quero que os meus colegas gostem. Não quero me ouvir no rádio e encolher, o que pode acontecer às vezes". Buchanan também revelou detalhes sobre o som e direção do álbum durante uma entrevista com Very, dizendo: "É cru, está fresco. Eu acho que muitas pessoas ficariam bastante chocadas. Não é a direção típica em que as pessoas esperam de mim". O álbum inicialmente deveria ser lançado em 2011, no entanto, de acordo com Buchanan, "toda vez que encerramos, há sempre alguém que quer trabalhar comigo". Em junho de 2011, Buchanan tocou músicas no Jacques Townhouse em Londres, que foi sua primeira apresentação solo. Buchanan também apareceu no vídeo do single "Oliver Twist" de D'banj em abril de 2012. No entanto, Buchanan deixou Island Records para se reunir com seus antigos colegas Siobhan e Mutya, portanto, seu álbum solo foi arquivado e cancelado.

### 2011–presente: Mutya Keisha Siobhan
Em outubro de 2011, vários meios de comunicação informaram que a formação original dos Sugababes seria reformada. Em janeiro de 2012, novas circulações que o grupo reuniu foram provocadas, depois que Buena e Buchanan terturaram que estavam no estúdio com "outras duas fêmeas" e o rapper britânico Professor Green. No entanto, Buena negou mais isso no Twitter, dizendo: "Nenhuma faixa [com] keisha ou professor G, ele não estava no estúdio. estou trabalhando só nas minhas coisas naquele momento. (sic)" Apesar disso, o cantor e compositor escocês Emeli Sandé confirmou à MTV Reino Unido que escreveu novas músicas para Buena, Buchanan e Donaghy, dizendo: "Sim, isso é verdade. Eu escrevi para a formação original dos Sugababes, de que estou muito feliz porque eu apenas as amei quando elas saíram pela primeira vez. Adorei o som delas, era tão legal. Era muito diferente, então estou feliz em me envolver no que começou toda a viagem do Sugababes. Parece incrível". Em abril de 2012, foi relatado que o line-up assinou um registro de £ 1 milhão real com a Polydor Records. Em junho de 2012, Donaghy confirmou no Twitter que a nova música seria lançada, dizendo: "o mais rápido será em 2 semanas. O mais recente é de 10 semanas".
Em julho de 2012, foi oficialmente confirmado que o grupo havia se reformado sob o nome de Mutya Keisha Siobhan e estava escrevendo músicas para um novo álbum sob a Polydor. O nome foi oficialmente registado na União Europeia em 27 de junho de 2012. O grupo participou da Cerimônia de abertura dos Jogos Olímpicos de 2012 em 27 de julho de 2012 e publicou fotos na página oficial do Instagram, marcou a primeira aparição pública de Buena, Buchanan e Donaghy em onze anos. Em 6 de agosto, o grupo confirmou que escreveram duas músicas com Shaznay Lewis, membro do All Saints. No dia seguinte, Siobhan Donaghy cizrou "Com as meninas no estúdio. Eu acho que o álbum está acabado!!!" antes de adicionar "Whoop!"

## Discografia

### Álbuns de estúdio
- One Touch (2000);
- Angels with Dirty Faces (2002);
- Three (2003);
- Taller in More Ways (2005);
- Change (2007);
- Catfights and Spotlights (2008);
- Sweet 7 (2010).

### Colaborações
"Far Away" (Jay Sean featuring Keisha Buchanan).